# Argo (Band)
Argo (griech.: Αργό, ehemals Europond) ist eine griechische Band. Sie hat Griechenland beim Eurovision Song Contest 2016 in Stockholm vertreten.

## Geschichte
Argo, damals Europond, wurde am 31. August 2001 in Thessaloniki gegründet. Seit jeher singt die Band ausschließlich in griechischer und pontischer Sprache.
Die Band steht beim Label Underground Sound Studio unter Vertrag.

### Eurovision Song Contest 2016
Die Gruppe wurde intern vom griechischen Fernsehsender ERT ausgewählt, das Land in Schweden beim 61. Eurovision Song Contest zu vertreten. Dies war die erste interne Auswahl des Landes seit 2004 und die erste überhaupt, bei der ein unbekannter Act nominiert wurde. Am 10. März 2016 wurde bekanntgegeben, dass sie mit dem Lied Utopian Land antreten werden. Es wurde am selben Tag veröffentlicht.
Am 20. März 2016 wurde berichtet, dass der Sänger Ilias Kesidis nicht mit zum ESC fahren wird und durch den Tänzer Vasilis Roxenos ersetzt werden wird.
Die Gruppe konnte sich allerdings für das Finale des Wettbewerbs nicht qualifizieren.

## Diskografie

### Alben
- 2015: Δεν θέλω Thi$,θέλω την πατρίδα μ'οπίς

### Singles
- 2012: Mose Senora[6]
- 2012: Δεν θέλω Thi$,θέλω την πατρίδα μ'οπίς[6]
- 2016: Utopian Land[6]